# Щетинкохвіст
Щетинкохві́ст (Margarornis) — рід горобцеподібних птахів родини горнерових (Furnariidae). Представники цього роду мешкають в Центральній і Південній Америці .

## Види
Виділяють чотири види:
- Щетинкохвіст панамський (Margarornis bellulus)
- Щетинкохвіст гірський (Margarornis rubiginosus)
- Щетинкохвіст рудий (Margarornis stellatus)
- Щетинкохвіст перлистий (Margarornis squamiger)

## Етимологія
Наукова назва роду Margarornis походить від сполучення слів дав.-гр. μαργαρον — перли і ορνις — птахи.